# Bomolocha uvalis
Bomolocha uvalis är en fjärilsart som beskrevs av William Schaus 1904. Bomolocha uvalis ingår i släktet Bomolocha och familjen nattflyn. Inga underarter finns listade i Catalogue of Life.